# KEIO SFC REVIEW
『KEIO SFC REVIEW』（ケイオウエスエフシーレビュー）は、慶應義塾大学湘南藤沢キャンパス（以下、SFC・本キャンパス）の広報誌（PR誌）である。慶應義塾大学湘南藤沢学会より発行されている。1997年（平成9年）11月創刊。
配布は基本的に同キャンパス内で行われており、その他発行元の慶應義塾大学湘南藤沢学会の会員、全国の主要高校や予備校に配布されている。郵送・FAX・記事ダウンロードサービスが行われている。

## 歴史・特徴

### 沿革
創刊（第1号） - 第6号：教員による編集時代
1997年11月の創刊から第6号（2000年4月発行）までは教員が編集委員を務めていた。サイズはA4サイズで、ページ数は150ページを超えていた。基本的に教員が執筆した記事であり、座談会や学生優秀論文などが掲載されることもあった。
第7号 - 第10号
第7号（2000年10月発行）からは、全面フルカラーでB5サイズで発行されていた。表紙デザインはピタゴラスイッチなどの番組を企画した佐藤雅彦が監修し、インターネットの父と呼ばれる村井純や、竹中平蔵、冨田勝などの顔のシルエットが表紙を飾った。
第11号 - 第14号
第11号（2001年11月発行）からは、主要ページの数字をくり抜いた加工のシンプルな表紙になる。またこの号から2色刷りでサイズはA4となる。さらに学生が編集する形態へとなり、付録に各校舎のペーパークラフトがつくようになった。
第15号 - 第21号
第15号（2002年10月発行）からは、記事のタイトルが表紙に記載するようになる。
第22号 - 第35号
第22号（2004年7月発行）からは、サイズがB5サイズに戻り、表紙も白と単色の2色で特集名と号数がはっきり分かるシンプルなデザインとなった。
第36号 - 第42号：ロゴマーク制定
第36号（2008年3月発行）から、長く設定されていなかったロゴマークが登場し、それに合わせたフォントで号数表記がなされるようになった。またロゴマークにはSFCのキャンパス内にある鴨池に由来する「鴨」のイラストが描かれており、本誌のイメージキャラクターのように使用されている。
またそれまで多くの連載があった本誌だが、この頃から連載数が減り始め、特集主体の記事構成が形成される。
第43号 - 第49号
基本的に特集のみで組まれ、表紙に特集のモチーフとなる写真が掲載されるようになる。またサイズが正方形の変形サイズとなる。
またこのあたりから年発行回数が通常の季刊誌の4回から減り始める。
第50号 - 第54号
第50号（2012年10月発行）からの5号、表紙に特集名が付されなくなり、鴨のイラストと丸の図形で表されるシンプルな表紙になる。基本デザインは第36号からのものを踏襲している。
第55号 - 第63号
基本的に36号からの表紙・中身のデザインを踏襲しながら、イラストの色がカラーになる。また特集名と連載が表紙に付されるようになる。
第64号 - 現在
第64号（2017年8月発行）から、第10号以来の全面フルカラーになり、ロゴを含めた全体のデザインが変更となった。その号を代表する写真などが表紙を飾っており、68号からは紙面の一部にUDフォントを使用、VIカラーの制定などのマイナーチェンジがなされた。なお67号は特別企画である。

### サイズ
前述の通り創刊当初（6号まで）はA4サイズでの配布であったが、現在はB5サイズになっている。なお、43号から49号までは変形サイズで発行されていた。なお、32号と33号のみ、合併号として扱われている。

## 内容構成

### 特集
本誌のメイン記事。キャンパスでの出来事を基に、所属教員へのインタビュー記事をはじめとした記事を掲載。時折複数の特集が組まれる。対談形式の記事や寄稿形式の記事など形式は様々である。

### 特別企画
不定期ではあるが、連載のない以下のような「特別企画」が設定されることがある。
| 号数 | 発行年月日     | 特別企画名                                                            |
| ---- | -------------- | --------------------------------------------------------------------- |
| 38号 | 2008年11月21日 | SFC・研究室の本棚 ‐ 教授が薦めるとっておきの220作品 ‐                 |
| 40号 | 2009年3月25日  | 私のTurning Point                                                     |
| 42号 | 2010年1月20日  | 創設20周年記念特別企画：SFC“の”問題発見・問題解決                     |
| 67号 | 2018年10月31日 | THE BRAIN KEIO SFC REVIEW 特別企画 湘南藤沢キャンパス教員プロフィール |

### 連載

#### 現在続いている連載
基本的に連載企画の開始や終了は掲載されていない。
- ようこそ、新任教授 - 本キャンパスに着任した新しい教授を紹介する記事
- When I Was Young - 本キャンパスに所属している教員の若かりし頃に迫る記事（第11号から続く本誌で最も長い連載）
- sfc ism - 本キャンパスの卒業生や所属学生のなかで、ユニークな活動を行なっている人をピックアップ
  - 過去に[2]やKunichi Nomuraが掲載されている。
- おとなりの研究会 - 本キャンパスにある研究会活動についてピックアップしている
- 私の推薦図書 - 本キャンパス所属教員の推薦図書を紹介する記事（26号より）

#### 過去にあった連載
- 未来創造塾シリーズ第一弾 - 本誌webサイトには特集記事として分類されているが、シリーズものである。（57号のみ）
- Abstract SFC REVIEW - 本キャンパスには留学生が多いため、英語で記事の概要が書かれていた。（57号まで）
- 学生闘論 - （34号 - 41号）
- 私説・SFC文化論 - （41号まで）
- キャンパス"外"ライフ - （37号まで[3]）
- 恋する推薦映画（図書） - （37号まで[3]）
- The Other Part of the World - （37号まで[3]）
- 世界への扉 - 外国語担当教員とSFCで外国語を学ぶ学生の双方に焦点を当て、言語を学ぶ意義と楽しさを伝える連載企画（35号まで[4]）
- Co-net - かつてSFCで学んだ卒業生に、学生時代の思い出や就職、SFCへのアドバイスを語ってもらう連載企画（Communication & network ～未来をつくる卒業生たち～）（35号まで[4]）
- シリーズ対談 - （34号まで[5]）
- SFC front runner - 21世紀をリードするSFCの最先端研究とその実態を、慶應義塾大学SFC研究所に焦点を当てて塾内外に伝えてゆく連載企画（27号 - 33号[6]）
- A YEAR IN REVIEW - 1年間のキャンパスの歩みを振り返る企画
- PROJECT in SFC - SFC生が立ち上げたプロジェクトとその達成に向けて挑戦し続ける学生たちの活動を伝える連載企画（31号まで[7]・合計2回）
- SFC検証 - SFCをめぐるさまざまな疑問や謎を検証し、SFCに積極的な提案を多方面から投げ掛けてゆく連載企画（31号まで[7]・合計9回）
- SFCのこれからを考える - SFCらしさやこれからのSFC像について、それらを批判的に捉え、SFCの未来を語るための新鮮な視点を提示する連載企画（22号 - 31号[7]・合計9回）
- 異国の風 - SFC生が異国の見知らぬ土地で感じ取ったものは何か。外国を訪れた学生が町の様子や自らの体験を語る連載企画（29号まで・合計15回）
- SFC AWARD
- キャンパスへ帰ろう（27号まで・合計13回）
- もしもし、こちら看護医療学部です！ - 学生の相談や質問に対して、看護医療学部の教員からアドバイスをもらう連載企画。（25号まで・合計4回）
- 時を超えて - SFCのキャンパスをかたちづくるさまざまな自然や建築について綴るエッセイ（22号 - 25号・合計4回）
- おかしらといっしょ・OKASHIRA登場 - なお第９回は特別編とされている。（11号 - 21号・合計10回）
- 福澤先生SFCを斬る-慶應義塾大学の創設者福澤諭吉への架空インタビュー（7号 - 17号・合計10回）
- 小此木診療室 小此木啓吾環境情報学部客員教授に、現代社会に生きる人々が抱える心の問題とその対処法について紹介してもらう連載コーナー（11号 - 14号・合計3回）
- シリーズ政策提言（7号 - 11号・合計4回）

#### その他の記事
- 湘南藤沢学会からのお知らせ - 不定期で発行元である湘南藤沢学会のお知らせが入る
- 追悼記事

## 付録
31号（2006年11月30日）まで、「make your campus」という名前で本キャンパスの建物のペーパークラフトが付いていた。なおΔ（デルタ）館など掲載されていない建物もある。
|    | 掲載号 | 建物名                                |
| -- | ------ | ------------------------------------- |
| 1  | 11号   | メディアセンター                      |
| 2  | 12号   | κ（カッパ）館 研究棟                  |
| 3  | 13号   | Ω（オメガ）館                         |
| 4  | 14号   | κ（カッパ）館 講義棟・2階連絡通路     |
| 5  | 15号   | 学生ラウンジ（現・サブウェイ）        |
| 6  | 16号   | γ（ガンマ）館 体育館                  |
| 7  | 17号   | τ（タウ）館 大学院棟                  |
| 8  | 18号   | λ（ラムダ）館                         |
| 9  | 19号   | 看護医療学部校舎                      |
| 10 | 20号   | ε（イプシロン）館 研究棟              |
| 11 | 21号   | Α（アルファ）館                       |
| 12 | 22号   | ε（イプシロン）館                     |
| 13 | 23号   | ν（ニュー）館 森アトリエ              |
| 14 | 24号   | Σ（シグマ）館                         |
| 15 | 25号   | ι（イオタ）館 研究棟                  |
| 16 | 26号   | ο（オミクロン）館 研究棟              |
| 17 | 27号   | θ（シータ）館                         |
| 18 | 28号   | Ζ（ゼータ）館                         |
| 19 | 29号   | ν（ニュー）館 DoCoMoハウス・DNPハウス |
| 20 | 30号   | ι（イオタ）館 研究棟                  |
| 21 | 31号   | λ（ラムダ）館                         |